# Jaroslav Zápalka
Jaroslav Zápalka (* 18. April 1958) ist ein ehemaliger tschechischer Fußballspieler.

## Vereinskarriere
Jaroslav Zápalka spielte ab 1981 mit dem TJ Vítkovice in der 1. Tschechoslowakischen Liga. In der Saison 1985/86 gewann der Torwart mit seiner Mannschaft überraschend die tschechoslowakische Meisterschaft. Insgesamt bestritt er für Vítkovice 174 Spiele in der höchsten tschechoslowakischen Spielklasse.
Von 1989 bis 1992 spielte der Torhüter für den Kremser SC in der österreichischen 1. Division. Mitspieler in den beiden letzten Jahren war dabei unter anderem der argentinische Weltmeister von 1978 Mario Kempes, in der Saison 1991/92 spielte er in Krems zusammen mit dem Slowaken Ivan Čabala.

## Nach Karriereende
Nach seiner aktiven Laufbahn betrieb Zápalka mit seiner Ehefrau ein Restaurant, heute lebt er in Město Albrechtice, wo er als Hausmeister in einer Schule arbeitet.

## Erfolge
- Tschechoslowakischer Meister 1986 mit TJ Vítkovice